# Filipa Cavalleri
Filipa Lopes Celestino Soares Cavalleri (Lisboa, 6 de Dezembro de 1973), é uma judoca portuguesa.

## Família
Terceira de sete filhos e filhas de Jorge Penaguião Celestino Soares Cavalleri (Lisboa, Socorro, 7 de Julho de 1944), sobrinho-tetraneto do 1.º Visconde de Leceia, sobrinho-trineto e trineto do 5.º Marquês de los Soidos Grande de Espanha de 1.ª Classe, 7.º neto do 5.º Conde dos Arcos, 8.º neto do 2.º Conde de Santiago de Beduído, sobrinho-5.º neto do 1.º Conde de Belmonte, sobrinho-5.º neto do 3.º Visconde de Mesquitela de juro e herdade e 1.º Conde de Mesquitela, do Visconde da Cunha e Marquês da Cunha no Brasil e do 1.º Conde da Ilha da Madeira, filho e pelo menos 5.º neto de Italianos, e de sua mulher Nelly Castelo-Branco Lopes.

## Biografia
Participou nos Jogos Olímpicos de Barcelona 1992, Atlanta 1996 e Sydney 2000.

## Casamento e descendência
Casou com Sidónio Serpa e teve um filho e uma filha, Sidónio Maria Cavalleri Serpa e Teresa Maria Cavalleri Serpa.